# 矢沢利彦
矢沢 利彦（やざわ としひこ、1914年（大正3年）2月- 2008年（平成20年）4月11日）は、日本の東洋学者。

## 経歴
1914年生まれ。旧制山口高等学校を経て、1936年東京帝国大学文学部東洋史学科を卒業。在学中には、加藤繁や和田清の指導を受けた。
卒業後は埼玉大学助教授となり、後に教授昇進。1978年に埼玉大学を定年退官し、名誉教授となった。その後は群馬県立女子大学教授として教鞭をとり、また東洋文庫専任研究員として研究をつづけた。

## 受賞・栄典
- 1986年：勲三等旭日中綬章を受章。
- 没後正四位[2]。

## 研究内容・業績
近世中国（明清時代）の東西交渉の研究や「喫茶の歴史」が著名で、マテオ・リッチをはじめ、多くの原典史料の訳注解を行った。

## 著書
- 『中国と西洋文化』中村書店、1947年
- 『東西文化交渉史』中村出版社、1957年
  - 『東西文化交渉史』大空社〈アジア学叢書33〉、1997年。復刻版
- 『中国とキリスト教　典礼問題』近藤出版社〈世界史研究双書11〉、1972年
- 『国分寺址巡訪　金の巻』泉文社、1979年
  - 『国分寺址巡訪 光明の巻』地人館（すずさわ書店）、2000年
- 『北京四天主堂物語　もう一つの北京案内記』平河出版社、1987年
- 『東西お茶交流考　チャは何をもたらしたか』東方書店〈東方選書〉、1989年
- 『西洋人の見た十六～十八世紀の中国女性』東方書店、1990年
- 『西洋人の見た中国皇帝』東方書店、1992年
- 『西洋人の見た十六～十八世紀の中国官僚』東方書店、1993年
- 『東のお茶 西のお茶』研文出版〈研文選書〉、1995年
- 『グリーン・ティーとブラック・ティー』汲古書院〈汲古選書〉、1997年

### 主な訳書
- 『イエズス会士中国書簡集』 平凡社東洋文庫（全6巻）、1970-1974年。ワイド版2003年

1康煕編、2雍正編、3乾隆編、4社会編、5紀行編、6信仰編
- 『イエズス会士書簡集　中国の医学と技術』 平凡社東洋文庫、1977年。ワイド版2003年
- 『イエズス会士書簡集　中国の布教と迫害』 平凡社東洋文庫、1980年。ワイド版2006年
- 『中国キリスト教布教史』 岩波書店〈大航海時代叢書 第Ⅱ期 8・9巻〉、1982-83年
マテオ・リッチ、アルヴァーロ・セメード「チナ帝国誌」。川名公平と共訳注、解説平川祐弘
- 『シナ大王国誌』 岩波書店〈大航海時代叢書 第Ⅰ期 6巻〉、1965年
ゴンサーレス・デ・メンドーサ。長南実と共訳注
- アドリアン・グレロン 『東西暦法の対立　清朝初期中国史』 平河出版社、1986年

### 主な校訂
- 後藤末雄『中国思想のフランス西漸』平凡社東洋文庫 全2巻、1974年。ワイド版2003年
- 後藤末雄訳『ブーヴェ　康煕帝伝』平凡社東洋文庫、1970年。ワイド版2003年